# Paccelis Morlende
Paccelis Morlende né le 19 avril 1981 à Orry-la-Ville est un joueur de basket-ball professionnel français évoluant au poste de meneur.

## Carrière

### Jeanne d'Arc Dijon Bourgogne
Issu du centre de formation de la JDA Dijon, il foule pour la première fois un parquet de Pro A lors de la saison 1998-1999. Il reste en Bourgogne jusqu'en 2002, date à laquelle il s'engage pour la Virtus Bologne, où l'aventure ne dure pas. En froid avec l'équipe dirigeante qui ne voulait plus de lui alors qu'elle avait tout fait pour s'attacher ses services, il revient à la JDA le 3 janvier 2003.

### Deux années en Italie
Drafté mais sans contrat NBA, il décide de retenter l'aventure italienne et signe au Benetton Trévise, où il réalise une saison 2004-2005 en demi teinte, avec tout de même de très belles performances. La saison suivante il part pour Roseto, où, à nouveau gêné par des blessures, il ne joue que 9 matchs.

### Retour en France, à Gravelines-Dunkerque

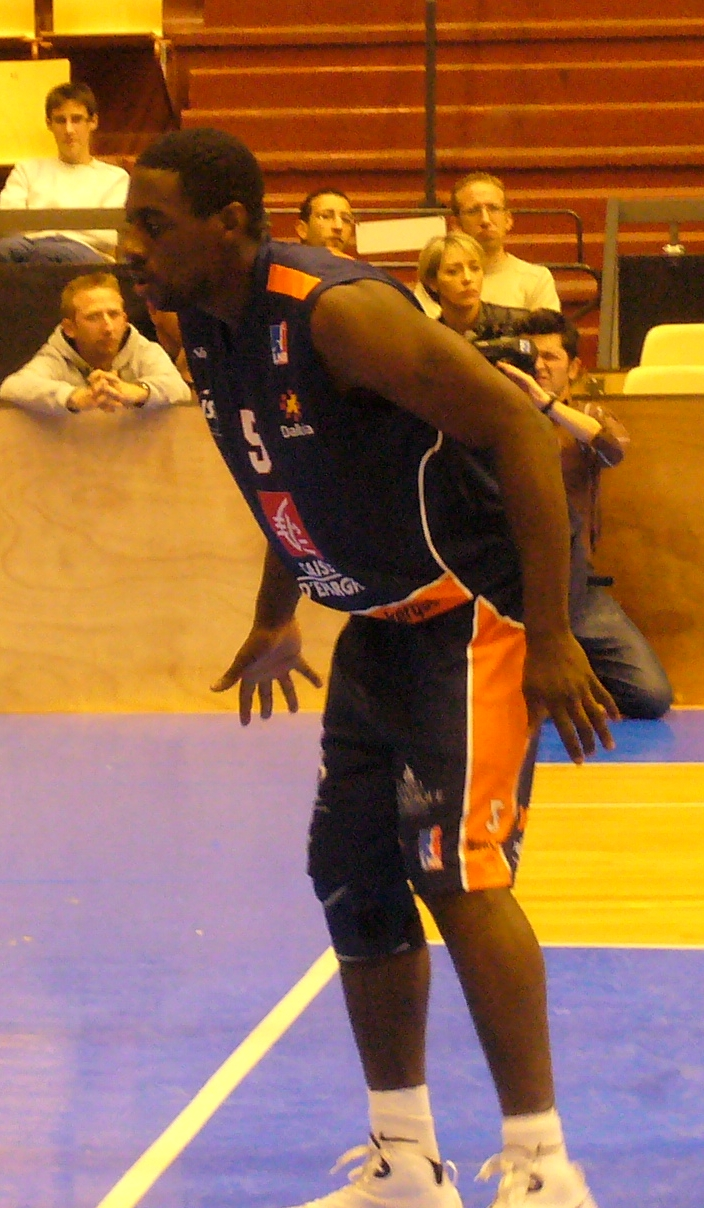
En novembre 2007 sous le maillot du BCM.

Séduit par le projet de Frédéric Sarre, il décide en juin 2006 de revenir en France au BCM Gravelines. Il y joue deux saisons.

### Période de doutes
En septembre 2008, il s'engage avec le club russe de Perm où il ne fait que la pré-saison et ne joue aucun match. L’état de ses genoux inquiète les dirigeants d’Ural Great, qui ont préféré proposer un arrangement à l’amiable au Français. Pendant presque deux ans, physiquement et moralement en berne, Paccelis Morlende s'éloigne des parquets. Il est reparti dans son appartement à Saint-Raphaël où il s'entretient physiquement dans les salles de fitness. C'est également durant cette période qu'il a appris que son fils, alors âgé de deux ans, avait le diabète et qu'il avait perdu dix kilos en une semaine.
Puis, la personne qui s'occupait de son fils lui a conseillé un médecin sur Montpellier. Selon lui, Paccelis pouvait reprendre le basket après deux mois de rééducation. Il s'est entraîné en pré-nationale sur Montpellier, dans un club de N2, à Reuil et à Dijon où il était proche de signer.

### La deuxième carrière de "Patch"
Alain Weisz, qui l'avait sélectionné en équipe de France pour la première fois en 2003, l'engage pour la saison 2010-2011 avec le Hyères Toulon Var Basket dans l'optique de relancer le joueur. Il poursuit l'aventure en pro A avec Hyères-Toulon en 2011-2012 mais, bien que capitaine, cette saison va s'avérer cauchemardesque car le club termine avec seulement trois victoires en trente matches. Il participe tout de même au All-Star Game LNB 2011. Cette débâcle a permis à Paccelis de prouver au general manager et aux coaches qu'il pouvait toujours jouer 31 minutes par match en moyenne tout en manquant peu de matches.
Bien qu'encore sous contrat avec Hyères-Toulon pendant une année, il s'engage avec l'ASVEL Lyon-Villeurbanne où il connaît beaucoup de gens.

### ASVEL Lyon-Villeurbanne
Il évolue deux saisons à l'ASVEL mais connaîtra encore de nombreux problèmes physiques, l'obligeant à subir une opération à la cuisse en mars 2014, mettant un terme à sa saison.

### Une saison en tant que pigiste
Sans contrat depuis qu'il a quitté l'ASVEL, il signe fin septembre à la JL Bourg Basket en tant que pigiste médical en remplacement de Simon Darnauzan. Auteur de 4,3 points de moyenne en douze matchs de Pro A, il ne sera néanmoins pas conservé à l'issue de son contrat pour le reste de la saison.
Libre, il s'engage encore une fois en tant que pigiste médical (en remplacement de Jean-François Kébé, blessé) pour deux mois fin janvier à l'Hermine de Nantes, découvrant ainsi pour la première fois la Pro B. Le 13 mars, il prolonge son contrat à Nantes jusqu'à la fin de la saison.

## NBA
En 2003, Morlende est drafté en cinquantième position par les 76ers de Philadelphie avant que ses droits ne soient transférés dans la nuit en faveur des Supersonics de Seattle. Non assuré de son contrat (le deuxième tour de la draft n'étant pas gage de contrat systématique), Paccelis a décidé de rester en Europe, quittant Dijon pour le Benetton Trévise. Des problèmes de santé et de fréquents changements d'équipe retardant alors son départ pour la NBA, ce qui ne l'empêche pas de retenter fréquemment sa chance lors de camps d'été.

## Clubs
- 1999-2004 :  JDA Dijon (Pro A)
- 2004-2005 :  Benetton Trévise (LegA)
- 2005-2006 :  Roseto Basket (LegA)
- 2005-2006 :  CB Valladolid (Liga ACB)
- 2006-2008 :  BCM Gravelines-Dunkerque (Pro A)
- 2008-2009 :  Ural Great Perm (Superligue de Russie)
- 2010-2012 :  Hyères Toulon Var Basket (Pro A)
- 2012-2014 :  ASVEL Lyon-Villeurbanne (Pro A)
- 01/10/2014-31/12/2014 :  JL Bourg Basket (Pro A)
- depuis 22/01/2015 :  Hermine de Nantes (Pro B)

## Palmarès
- Vainqueur de la Semaine des As en 2004
- Vainqueur de la Coupe d'Italie en 2005
- Sélectionné au All-Star Game LNB 2003
- Sélectionné au All-Star Game LNB 2011